# Melychiopharis davincii
Espèce
Melychiopharis davincii est une espèce d'araignées aranéomorphes de la famille des Araneidae.

## Distribution
Cette espèce est endémique de la province de Napo en Équateur,. Elle se rencontre vers Ahuano.

## Description
Le mâle holotype mesure 2,08 mm.

## Systématique et taxinomie
Cette espèce a été décrite par Dupérré et Tapia en 2024.

## Étymologie
Cette espèce est nommée en l'honneur de Léonard de Vinci.

## Publication originale
- Dupérré, Tapia, Marusik & Eskov, 2024 : « Three new species of Melychiopharis (Araneae, Araneidae) from Ecuador and Peru. » Zootaxa, no 5555(1), p. 75-90.